# Roland Brack
Roland Brack (* 5. Oktober 1972 in Wiliberg) ist ein Schweizer Unternehmer.

## Karriere
Während seiner Bezirksschulzeit programmierte Roland Brack unter dem Namen Brack Soft eine Anwendung zum Training von Französisch-Vokabeln und jobbte in einem Computerladen in Frick (Kanton Aargau). Während der Berufslehre zum Elektromechaniker bei ABB begann Roland Brack für Freunde und Verwandte Computer zusammenzubauen und mit Computerbauteilen zu handeln. Nach abgeschlossener Lehre entschied er sich für ein Elektrotechnik-Studium an der HTL Brugg-Windisch (heutiger Name: Fachhochschule Nordwestschweiz, FHNW). 1994 gründete er studienbegleitend die Einzelfirma Brack Consulting mit dem Ziel, die Studierenden mit Büchern zu beliefern. Das einstige Hobby, Computer zu assemblieren, wurde aber bald zum Hauptzweig von Brack Consulting. 1997 lancierte Brack unter der URL brack.ch die erste Version seines Onlineshops, der sich in den folgenden Jahren zu heute einer der umsatzstärksten E-Commerce-Plattformen der Schweiz entwickelte. 2000 bis 2001 modernisierte Brack Consulting seine Logistik und optimierte die Zusammenarbeit mit der Schweizerischen Post. Dieser Schritt führte dazu, dass Brack Consulting nebst dem Privatkunden- auch ins Geschäft mit Geschäftskunden und Wiederverkäufern einstieg. Durch Etablierung einer eigenen Einkaufsniederlassung in Taiwan gelang es Brack 2002, Computerkomponenten und exklusive Neuheiten günstiger und schneller als zuvor zu importieren. 2006 übernahm Brack den Distributor COS Distribution AG, was die Anzahl der Mitarbeitenden und auch den jährlichen Umsatz auf einen Schlag verdoppelte. Roland Brack gab dem Unternehmen dessen alten Namen Alltron AG und konzentrierte das Grosshandelsgeschäft in der übernommenen Gesellschaft. 2007 gründete Roland Brack die Competec-Gruppe, um bestehenden Tochtergesellschaften und künftigen Akquisitionen ein Dach zu geben. Zwischen 2007 und 2018 fungierte Brack als CEO der Competec-Gruppe, aktuell ist er Präsident des Verwaltungsrats. 2010 sah sich Roland Brack mit zunehmendem Platzmangel in den bestehenden Lagerräumen konfrontiert. 2011 kaufte Roland Brack mit seiner Firmengruppe einen ehemaligen Produktionsstandort des Spielwarenherstellers Lego im luzernischen Willisau, der in der Folge modernisiert und mittels Konzert und Tag der offenen Tür 2012 unter Anwesenheit der lokalen Bevölkerung als neues Logistikzentrum der Competec-Gruppe eröffnet wurde. Heute involviert sich Brack stark in der strategischen Unternehmensentwicklung und dem weiteren Ausbau der Competec-Logistik in Willisau. Gegen einen geplanten Erweiterungsbau wehrten sich zwei Nachbarn. Nach mehreren Jahren Rechtsstreit bestätigte das Bundesgericht, dass Competec alle Vorschriften eingehalten habe und das Bauprojekt realisiert werden könne. Roland Brack spendete die Entschädigung aus dem Gerichtsverfahren an ein lokales Hilfswerk.
Ab Frühling 2019 war Brack als Investor in sämtlichen Staffeln der Schweizer Ausgabe der vom Privatsender TV24, ab der 3. Staffel auf 3 Plus TV ausgestrahlten TV-Sendung Die Höhle der Löwen zu sehen.

## Privatleben
Roland Brack ist im Fricktaler Dorf Bözen aufgewachsen. Seine Grosseltern führten einen Bauernhof im Dorf. Sein Vater arbeitete bis zur Pensionierung als Dreher in der Produktion eines Industriebetriebs. Roland Brack hat eine sechs Jahre jüngere Schwester, die ebenfalls zur Unternehmerin wurde und heute ein Zahntechniklabor führt. Roland Brack ist Vater zweier Kinder und geschieden. Brack absolvierte während der Lehrzeit die fliegerische Vorschulung zum Militärpiloten, entschied sich dann aber für ein Studium an der HTL. Seinen ersten Computer erwarb er 1985. Während seiner Berufslehre zum Elektromechaniker konzipierte Roland Brack als Hobby eine PC-gesteuerte Regelung zur automatischen Regulierung von Feuchtigkeit und Temperatur für eine Champignonzucht in der Region. Für den Kuhstall eines befreundeten Bauers entwickelte er, ebenfalls PC-gesteuert, Befütterungs- und Milchmengenmess-Systeme.
Mit einem geschätzten Vermögen von 350–400 Millionen Franken gehört Brack laut einer Schätzung der Zeitschrift Bilanz zu den reichsten Aargauern.

## Sport
Anlässlich des 100-Jahr-Jubiläums seines Lehrbetriebs ABB entwickelte er zusammen mit Kollegen ein Solar-Motorrad mit Elektroantrieb für die Teilnahme am Solarmobil-Rennen Tour de Sol 1991 von Suhr nach Beatenberg. Für das Rennen im darauf folgenden Jahr entwickelte er zusammen mit einem Team von ETH-Studenten das weltweit erste Elektrofahrzeug, das von Nickel-Metallhydrid-Akkus mit Energie versorgt wurde. Seit 2002 ist Roland Brack ein leidenschaftlicher Offroad-Rallyefahrer. Er erreichte mit seiner langjährigen Beifahrerin Carmen Hrup und seinem Team namens outofcontrol diverse Podestplätze bei Veranstaltungen in Europa und Nordafrika. 2013 hat das Schweizer Radio und Fernsehen (SRF) in einer dreiteiligen TV-Dokumentation diverse Schweizer Fahrerteams, darunter auch dasjenige von Roland Brack, an eine Offroad-Rally in den rumänischen Karpaten begleitet.

## Mandate, Investments und Wirtschaftsförderung
Mandate:
- seit 2021: Mitglied des Vereinsvorstandes Schweizerische Landesausstellung Svizra27[17]
- seit 2015: Mitglied des Verwaltungsrats der F. G. Pfister Holding AG[18], Stiftung im Möbelhandel (Möbel Pfister)
- seit 2014: Mitglied des Vorstandes der Aargauischen Industrie- und Handelskammer (AIHK)[19]

Roland Brack betätigte sich als Investor, Berater und Verwaltungsrat bei diversen Jungunternehmen:
- 2003: Mitgründer und Verwaltungsratspräsident der JKB Immobilien AG[20], spezialisiert auf die Entwicklung, Planung und den Bau von Eigentumswohnungen
- 2010: Investor/Business Angel und Verwaltungsrat bei der Open-Innovation-/Crowdsourcing-Plattform Atizo[21]
- 2014: Mitgründer bei der Anio Service GmbH[22], Logistikdienstleister
- 2015: Mitgründer beim Online-Lebensmittelhändler Ziano.ch (2018 von Brack.ch übernommen[23])
- 2017: Beteiligung und Verwaltungsrat bei Amorana.ch, Blue Box AG[24], Onlinehändler für Erotikspielzeug
- 2018: Beteiligung bei machIQ[25], Collaborationsplattform für Industrie 4.0

Inzwischen hat Brack unter dem Dach seines Unternehmens Ziano Ventures Beteiligungen bei über 30 Jungunternehmen zusammengeführt.

## Auszeichnungen
Wirtschaft
- 2009 Aargauer Unternehmerpreis[27]
- 2009 Ernst & Young Entrepreneur of the Year, Finalist[1]
- 2010 Swiss Economic Award, Finalist Kategorie Dienstleistung
- 2016 Ernst & Young Entrepreneur of the Year, Finalist Kategorie Dienstleistung/Handel[28]
- 2020 Aufnahme in die Swiss Supply Chain Hall of Fame[29]

Motorsport
- 2011 Balkan Offroad Rallye (Bulgarien), 2. Platz[15]
- 2012 Superkarpata (Rumänien), 3. Platz[15]
- 2017 Balkan Offroad Rallye (Bulgarien), 1. Platz, Kat. Limited[15]